# Erasmus Frederik Platz
Erasmus Frederik Platz (ca. 1724 – 12. maj 1792 i København) var en dansk murermester og bygmester.
Han har opført en udvidelse af Assistenshuset, Nybrogade 2/Snaregade 1 efter tegninger af Philip de Lange (1765) og var da hofmurermester (omtalt som sådan 1760 og 1767). Desuden omtalt som brandmajor 1767 og ved sin død. I 1787 opførte han Oplagsmagasinet og Korntørringsmagasinet, nu Admiral Hotel, efter tegninger af Ernst Peymann.
Platz blev gift 1757 (kopulationsafgift til Nikolaj Kirke 18. april) med Else Engerslev (ca. 1717 - 22. april 1800 i København), formentlig enke efter murermester Niels Engerslev (død 1756). 
Han blev begravet på Nikolaj Kirkegård.

## Værker
- Midterpartiet af Assistenshuset, Nybrogade 2, København (1765, fredet)

Murermester og entreprenør på en lang række bygninger efter projekter af andre:
- Tårn ved Gråbrødre Klosterkirke i Viborg, af Jacob Fortling (1760)
- Frederik V's kapel ved Roskilde Domkirke, af C.F. Harsdorff (1768)
- Det Petersenske Jomfrukloster, Amagertorv 29, København, af samme (1768-69, fredet)
- Almindelig Hospitals Kirke i Amaliegade, København, af Nicolas-Henri Jardin (1769, nedrevet 1895)
- Grynmøllepakhuset, Strandgade 29, København, muligvis af Ernst Peymann, (1781-83, brændt 1960)
- To pakhuse for korntørringsmagasinet, Toldbodgade 24-28, nu Admiral Hotel, København, af Ernst Peymann (1787, forbundet med mellembygning 1885, fredet)